# Gran Parma Rugby 2001-2002

## Super 10 2001-02

### Stagione regolare
| Incontro                       | Andata | Ritorno |
| ------------------------------ | ------ | ------- |
| Rugby Roma — Gran Parma        | 22-21  | 8-12    |
| Gran Parma — Petrarca          | 15-15  | 15-27   |
| Gran Parma — L’Aquila          | 23-17  | 25-39   |
| Amat. & Calvisano — Gran Parma | 26-22  | 28-27   |
| Gran Parma — Bologna           | 23-19  | 43-25   |
| Benetton — Gran Parma          | 24-19  | 15-19   |
| Gran Parma — Parma             | 9-15   | 19-35   |
| Gran Parma — Viadana           | 20-45  | 27-43   |
| Rovigo — Gran Parma            | 33-16  | 17-21   |

#### Risultati della stagione regolare
| Posizione | G  | V | N | P  | PF  | PS  | DP  | B | Pt |
| --------- | -- | - | - | -- | --- | --- | --- | - | -- |
| 8ª        | 18 | 6 | 1 | 11 | 376 | 453 | -77 | 7 | 33 |

## European Challenge Cup 2001-02

### Prima fase
| Incontro                 | Andata | Ritorno |
| ------------------------ | ------ | ------- |
| Caerphilly — Gran Parma  | 41-30  | 31-30   |
| Gran Parma — Gloucester  | 5-48   | 0-99    |
| La Rochelle — Gran Parma | 28-14  | 30-25   |

#### Risultati della prima fase
| Posizione | G | V | N | P | PF  | PS  | DP   | Pt |
| --------- | - | - | - | - | --- | --- | ---- | -- |
| 4ª        | 6 | 0 | 0 | 6 | 104 | 277 | -173 | 0  |

## Verdetti
- Gran Parma qualificato alla European Challenge Cup 2002-03.